# Lily Ann Granson
Lily Ann Granderson, nascuda esclava a Virgínia el 1816, va ser una educadora pionera.
L'àvia de Lily Ann era una dona lliure d'origen natiu americà. No obstant això, després de la mort de la seva àvia, la mare d'Ann de va ser venuda com esclava quan tenia tres anys. Més tard, quan Lily Ann ja havia nascut, va ser traslladada a Kentucky i va treballar com a esclava domèstica per la seva pell clara. Poc se sap del pare de Lily Ann, només que era un home blanc d'una de les primeres famílies de Virgínia (FFV). Lily Ann i l'amo que l'havia comprat estaven molt units. Els nens del mestre fins i tot van ensenyar Lily Ann com per llegir i escriure, un mètode comú utilitzat entre els esclaus per aprendre a escriure.
La tragèdia va colpejar a Lily Ann quan el seu amo va morir i ella fou embarcada al riu Mississipi per ser venuda a un altre amo esclavista. Treballant a les plantacions dels camps càlids de Mississipi, Lily Ann ho passava malament perquè no estava acostumada a aquest tipus de feina. Per això va suplicar a l'amo esclavista que li encarregués alguna altra tasca menys perjudicial per la seva salut. Després de demanar-ho insistentment, el mestre d'esclaus va permetre a Lily Ann que treballés a la cuina a casa seva. El domicili de l'amo esclavista no estava ubicada directament a la plantació, sinó a la ciutat. Cada dia Lily Ann havia d'anar fins a la ciutat, però aquesta feina era millor que la de treballar tot el dia de sol a sol.
Anar a la ciutat va permetre Lily Ann començar la seva pròpia escola. Tanmateix, educar els esclaus anava contra les lleis de Mississipi per por als rebels i fugitius. Per aconseguir impulsar el projecte, feia classes a la nit i els nens esclavitzats s'havien d'escapar per assistir-hi. Es va limitar la classe a dotze nens alhora. Quan els nens ja sabien llegir i escriure es graduaven i ja podien entrar-hi dotze nens més. Lily Ann va portar aquesta petita escola durant uns set anys sense ser descoberta. Malauradament, al final es va descobrir, però les accions de Lily Ann no foren penalitzades. Encara hi havia una llei contra l'educació dels esclaus, però no l'afectava, ja que la llei impedia que els blancs i els esclaus lliures eduquessin altres esclaus, però no deia res dels esclaus que educaven altres esclaus. aquesta clàusula va permetre a Lily Ann a obrir una nova escola de tardes, que es va sumar a la que ja tenia de nits. Gràcies als seus esforços centenars d'estudiants van aprendre i utilitzar la seva alfabetització per adquirir la llibertat.
Més tard Lily Ann es va casar i va tenir dos nens. L'últim que se sap de Lily Ann és que va ser una de les primeres persones de pell negra en obrir un compte al Banc Freedman quan tenia 54 anys.